# Danmarkshavn
Danmarkshavn è una stazione meteorologica della Groenlandia di 8 abitanti; il suo nome significa porto della Danimarca, ed è il porto più a nord della costa orientale dell'isola che può essere raggiunto senza l'ausilio di una rompighiaccio: è situato a soli 1500 km dal Polo Nord. Si trova nel Parco nazionale della Groenlandia nordorientale, fuori da qualsiasi comune; è situata nella parte meridionale della Terra di Re Federico VIII e viene rifornita ogni agosto dei beni necessari. Nella baia antistante la stazione si stanno compiendo ricerche per l'estrazione del petrolio nelle regioni artiche.